# Tord Magnuson
Tord Gösta Magnuson (sinh ngày 7 tháng 4 năm 1941) là một doanh nhân, đồng thời là lãnh sự của Thụy Điển ở Mauritius. Ông kết hôn với Công chúa Christina, chị gái của Vua Carl XVI Gustaf của Thụy Điển.

## Gia đình
Tord Magnuson là con trai của Lennart Magnuson và Gerda Klemming. Ông đồng thời là cháu của nhà hóa học người Thụy Điển Gunnar Magnuson và cháu cố của chính trị gia Thụy Điển Tord Magnuson.

## Học vấn
Tord Magnuson tốt nghiệp khoá sĩ quan dự bị năm 1963 và tốt nghiệp Đại học Stockholm với tấm bằng Cử nhân khoa học tự nhiên năm 1967. Sau khi tốt nghiệp, ông làm việc cho nhiều tập đoàn lớn nhỏ; như Ngân hàng Stockholms Enskilda, Sandvik Steel Inc. ở New York và Kayel AB. Bên cạnh đó, ông còn từng là CEO cho công ty Devisa AB, người đại diện cho Air Mauritius ở Thụy Điển và Chỉ huy thuộc Huân chương Hoàng gia Vasa.

## Hôn nhân
Tord Magnuson gặp Công chúa Christina lần đầu tiên vào năm 1961. Sau một thời gian dài tìm hiểu, họ chính thức kết hôn vào ngày 15 tháng 6 năm 1974. Do cuộc hôn nhân của họ không môn đăng hộ đối nên Công chúa Christina đã từ bỏ danh hiệu Royal Highness và thay bằng danh hiệu thấp hơn là Excellency cùng tước hiệu Công chúa Christina, Bà Magnuson. Sau khi kết hôn, họ có với nhau ba người con:
- Carl Gustaf Victor Magnuson (sinh ngày 8 tháng 8 năm 1975 tại Stockholm), một nhà kinh tế học; kết hôn với Vicky Elisabeth Andrén.[2]
- Tord Oscar Frederik Magnuson (sinh ngày 20 tháng 6 năm 1977 tại Stockholm), một nhà thiết kế kính mắt; kết hôn với Emma Emelie Charlotta Ledent.
- Victor Edmund Lennart Magnuson (sinh ngày 10 tháng 9 năm 1980 tại Stockholm), đang hẹn hò với Frida Louise Bergström (2014).

## Huân chương

### Huân chương Thụy Điển
- - Chỉ huy thuộc Huân chương Hoàng gia Vasa (1974).[3]
  - Huân chương bằng vàng của H. M Đức vua, kích thước 12.
  - Huân chương kỷ niệm sinh nhật lần thứ 50 của H. M Vua Carl XVI Gustaf (30 tháng 4 năm 1996).
  - Huân chương kỷ niệm 40 năm trị vì của H. M Đức vua (15 tháng 9 năm 2013).[4]

### Huân chương nước ngoài
- Pháp: Hiệp sĩ thuộc Huân chương Bắc Đẩu.